# Malcolm Campbell (Filmeditor)
Malcolm Campbell (geb. vor 1977) ist ein Filmeditor.

## Leben
Nachdem Malcolm Campbell 1977 mit Kentucky Fried Movie seine erste Schnittassistenz aufweisen konnte, durfte er 1981 erstmals mit American Werewolf eigenverantwortlich einen Filmschnitt übernehmen. Sein Handwerk erlernte er bei dem Editor und Produzenten George Folsey junior. Mit ihm verbindet ihn nicht nur die beiden erwähnten Filme, sondern auch die Zusammenarbeit an Produktionen wie Blues Brothers, Kopfüber in die Nacht, Der Prinz aus Zamunda und das Musikvideo Thriller von Michael Jackson. Campbell selbst wurde vor allen Dingen für den Filmschnitt von Komödien bekannt.

## Filmografie (Auswahl)
als Filmeditor
- 1981: American Werewolf (An American Werewolf In London)
- 1982: Die nackte Pistole (Police Squad!, Fernsehserie, 3 Episoden)
- 1983: Die Glücksritter (Trading Places)
- 1983: Thriller (Musikvideo)
- 1983: Unheimliche Schattenlichter (Twilight Zone: The Movie)
- 1984: Rock Aliens (Voyage of the Rock Aliens)
- 1985: Kopfüber in die Nacht (Into the Night)
- 1985: Spione wie wir (Spies Like Us)
- 1986: Drei Amigos (¡Three Amigos!)
- 1987: Amazonen auf dem Mond oder Warum die Amis den Kanal voll haben (Amazon Women on the Moon)
- 1987: Wahre Männer (Real Men)
- 1988: Der Prinz aus Zamunda (Coming to America)
- 1990: Nur über Deine Leiche (Enid Is Sleeping)
- 1991: Valkenvania – Die wunderbare Welt des Wahnsinns (Nothing But Trouble)
- 1992: Wayne’s World
- 1993: Freaks (Freaked)
- 1993: Hot Shots! Der zweite Versuch (Hot Shots! Part Deux)
- 1994: Richie Rich (Ri¢hie Ri¢h)
- 1995: Ace Ventura – Jetzt wird’s wild (Ace Ventura: When Nature Calls)
- 1997: Nix zu verlieren (Nothing to Lose)
- 1997: Wieder allein zu Haus (Home Alone 3)
- 1999: Der Onkel vom Mars (My Favorite Martian)
- 1999: Superstar – Trau’ Dich zu träumen (Superstar)
- 2000: Glauben ist alles! (Keeping the Faith)
- 2001: Die doppelte Nummer (Double Take)
- 2002: Schwere Jungs (Stealing Harvard)
- 2003: Scary Movie 3
- 2003: Shanghai Knights
- 2004: In 80 Tagen um die Welt (Around the World in 80 Days)
- 2005: Die Maske 2: Die nächste Generation (Son of the Mask)
- 2006: Die Farben des Herbstes (Local Color)
- 2007: Hot Rod – Mit Vollgas durch die Hölle (Hot Rod)
- 2009: Middle Men
- 2012: Columbus Circle

als Schnittassistent
- 1977: Kentucky Fried Movie (The Kentucky Fried Movie)
- 1978: Ich glaub’, mich tritt ein Pferd (National Lampoon’s Animal House)
- 1980: Blues Brothers (The Blues Brothers)